# Montrouis
Montrouis (Haitianisch-Kreolisch: Monwi) ist eine Gemeinde im Département Artibonite von Haiti und das bekannteste Zentrum des Tourismus am Golf von Gonâve, das nur gut 60 Kilometer vom internationalen Flughafen Toussaint Louverture in der Hauptstadt Port-au-Prince entfernt ist.

## Geschichte
Montrouis war im 19. Jahrhundert aufgrund der strategisch wichtigen zentralen Lage Schauplatz von militärischen Auseinandersetzungen zwischen den Führern des Nordens und des Südens Haitis.
- Als Alexandre Pétion im Jahr 1807 gegen König Christophe im Norden marschierte, wurde Montrouis genommen und die Truppen des Nordens zogen sich nach Saint Marc zurück.[2]
- Während der Belagerung von Port au Prince im Jahr 1812 lieferten sich die Flotten von Christophe und Pétion am 1. Juni vor Montrouis ein Seegefecht.
- Als Fabre Geffrard im Januar 1859 in Gonaïves zu den Waffen griff, marschierte Kaiser Faustin l. gegen ihn und es kam in Montrouis zum Aufeinandertreffen der Truppen.
- Nach dem Tod von General Seïde Thélémaque im Jahr 1888 errichtete der Nordstaat in Montrouis einen Vorposten, der am 7. Januar 1889 von Regierungstruppen eingenommen wurde.

Montrouis erhielt im Jahr 1890 den Status einer selbstständigen Gemeinde.
Im Januar 2025 machten die örtlichen Behörden die Tatsache publik, dass sich die Gemeinde vollständig in der Hand krimineller Banden befand.

## Lage und Beschreibung
Montrouis liegt an der Grenze der Départements Artibonite und Ouest, wobei sich das Gebiet der Gemeinde in beiden Départements erstreckt.
Neben dem Stadtzentrum Ville de Montrouis bestehen die Gemeindebezirke Fond-Lachaux, Trou Forban und Trou Baguette an der Küste sowie Guibert im hügeligen Hinterland.
An der Route Nationale RN-1 gelegen sind es nach Saint-Marc 22 Kilometer im Norden und nach Port-au-Prince 66 Kilometer im Süden.
Wegen des besonders reizvollen, als „typisch karibisch“ bezeichneten Ambientes an der Küste von Montrouis haben sich hier eine Reihe von Urlaubs-Resorts angesiedelt. Noch zu den äußerlich sehr sicheren Zeiten der Regierung des Autokraten Jean-Claude Duvalier eröffnete im Jahr 1981 eine Anlage der Kette Club Méditerranée hier. Sie wurde wegen der wachsenden Unruhe im Land und der damit einhergehenden Unsicherheiten im Jahr 1999 geschlossen. Im Jahr 2006 wurde bekanntgegeben, dass der Club unter dem Namen Indigo neu eröffnet werden sollte.
Angesichts der Auswirkungen der Krise in Haiti seit 2018 machte die Police Nationale (PNH) besondere Anstrengungen, Montrouis und die Zuwegungen zu dem Ort zu sichern.
Neben weiteren Unterkünften wie dem Moulin Sur Mer Beach Resort finden sich Sehenswürdigkeiten wie das Museum Ogier-Fombrun und Aradins Island Leuchtturm.